# Discocerina flavifrons
Discocerina flavifrons är en tvåvingeart som beskrevs av Friedrich Georg Hendel 1930. Discocerina flavifrons ingår i släktet Discocerina och familjen vattenflugor. Inga underarter finns listade i Catalogue of Life.